# Рахманов, Виктор Александрович
Виктор Александрович Рахманов (1901—1969) — советский учёный и педагог в области дерматологии и венерологии, доктор медицинских наук (1933), профессор (1944), член-корреспондент АМН СССР (1957). Заслуженный деятель науки РСФСР (1963).

## Биография
Родился 5 февраля 1901 года в Москве.
В 1918 году окончил Московскую гимназию с золотой медалью. С 1918 по 1924 год обучался на медицинском факультете Московского государственного университета, с 1919 по 1922 год будучи студентом принимал участие в ликвидации эпидемии сыпного тифа в Москве.
С 1924 по 1931 год на научно-педагогической работе на медицинском факультете Московского университета в должностях: с 1924 по 1927 год — ординатора и с 1927 по 1930 год — ассистента кафедре кожных и венерических болезней. Одновременно с педагогической занимался и научно-исследовательской работой являясь с 1931 по 1933 год старшим научным сотрудником НИИ гигиены труда и профзаболеваний Наркомата здравоохранения СССР.
С 1931 по 1969 год на педагогической работе в Первом Московском медицинском институте в качестве с 1931 по 1939 год — ассистента, с 1939 по 1940 год — доцента, с 1944 по 1945 год — профессора, с 1945 по 1969 год — заведующий кафедрой кожных и венерических болезней и одновременно с 1953 по 1956 год — декан лечебного факультета этого института. Помимо основной деятельности с 1943 по 1945 год в период Великой Отечественной войны, В. А. Рахманов работал в должности референта Наркомата здравоохранения СССР.
Скончался в 1969 году. Похоронен в Москве на Новодевичьем кладбище (место 7-9-5).

### Научно-педагогическая деятельность
Основная научно-педагогическая деятельность В. А. Рахманова была связана с вопросами в области дерматологии и венерологии, лечения красной волчанки и очаговой склеродермии, проблем профзаболеваний кожи. В. А. Рахманов принимал участие в разработке комплексного метода лечения сифилиса, под его руководством был разработан рецепт пасты для удаления промышленных загрязнений с поверхности кожи. В. А. Рахманов являлся почётным членом дерматологического научного общества Берлинского университета Гумбольдта, а так же Польского и Чехословацкого научных обществ дерматологов.
В 1933 году он защитил диссертацию на учёную степень доктор медицинских наук, в 1944 году ему было присвоено учёное звание — профессор. В 1957 году был избран член-корреспондентом АМН СССР по специальности «Дерматология». Под руководством В. А. Рахманова было написано около трёхсот научных трудов, в том числе  монографий, в том числе таких как «К учению о семейном Монилетриксе» (1926), «Гнойничковые заболевания кожи рабочих металлургической промышленности и борьба с ними» (1932), «Пиодермические заболевания на железно-дорожном транспорте и их профилактика» (1934), «Критерии излечённости сифилиса» (1959), «Четвёртая венерическая болезнь» (1959), «Пиодермия» (1961), «Красная волчанка» (1964) и «Расстройства пигментации кожи (дисхромии)» (1964).
Скончался 8 января 1969 года в Москве.

## Награды
- Орден Ленина
- Три ордена Трудового Красного Знамени

### Звания
- Заслуженный деятель науки РСФСР (1963)